# یاسمین مقبلی
یاسمین مقبلی (انگلیسی: Jasmin Moghbeli؛ زادهٔ ۲۴ ژوئن ۱۹۸۳) خلبان آزمایش سپاه تفنگداران دریایی ایالات متحده آمریکا و فضانورد آمریکایی ناسا است. او دانش‌آموخته مؤسسه فناوری ماساچوست (ام‌آی‌تی)، مدرسهٔ عالی نیروی دریایی ایالات متحده آمریکا و مدرسه خلبانی آزمایش نیروی دریایی ایالات متحده آمریکا است. مقبلی سابقه بیش از دو هزار ساعت پرواز با ۲۵ نوع هواپیمای مختلف و ۱۵۰ مأموریت از جمله چند سورتی پروازی در افغانستان را دارد.

## اوایل زندگی و تحصیل
یاسمین مقبلی، فرزند فرشته و کامی مقبلی در ۲۴ ژوئن ۱۹۸۳ (۳ تیر ۱۳۶۲) در باد نائوهایم در آلمان غربی زاده شد. والدین او پس از انقلاب ۱۳۵۷ از ایران مهاجرت کردند و پس از مدتی سکونت در آلمان، در شهر بالدوین، ایالت نیویورک ساکن شدند. مقبلی در دبیرستان بالدوین تحصیل کرد و در دوران دانش‌آموزی در دورهٔ آکادمی پیشرفتهٔ فضایی در کمپ فضایی هانتسویل آلاباما نیز شرکت کرد. مقبلی کارشناسی مهندسی هوافضا خود را از مؤسسهٔ فناوری ماساچوست (ام‌آی‌تی) گرفت و مدتی نیز عضو تیم بسکتبال، والیبال و لاکراس این دانشگاه بود.
یاسمین به زبان‌های فارسی و انگلیسی و همچنین روسی که در هنگام آموزش‌های فضانوردی آموخته، سخن می‌گوید.

## فعالیت نظامی
مقبلی به عنوان افسر سپاه تفنگداران دریایی ایالات متحده آمریکا و خلبان بالگرد بل ای‌اچ-۱ سوپرکبرا مسلح به توپ‌های چندموشکی و موشک‌های ای‌جی‌ام-۱۱۴ هل‌فایر آموزش دید. او چندین بار به منطقه‌های جنگی اعزام شد. او در این دوره ۱۵۰ مأموریت رزمی از جمله چند سورتی در افغانستان را به انجام رساند. او مدرک کارشناسی ارشد مهندسی هوافضا را از مدرسهٔ عالی نیروی دریایی ایالات متحده آمریکا دریافت کرد. او همچنین دورهٔ آموزشی خلبانی را در پایگاه هوایی سپاه تفنگداران دریایی یوما گذرانده‌است. مقبلی از سال ۲۰۰۸ خلبانی هواگردهای جنگنده را شروع کرد. او بیش از دو هزار ساعت پرواز با ۲۵ نوع هواپیمای مختلف را در سابقهٔ خود دارد. مقبلی طی دوران خدمت خود در نیروهای مسلح ایالات متحده آمریکا، بین سال‌های ۲۰۰۹ تا ۲۰۱۰ در عملیات‌های نظامی آمریکا در افغانستان شرکت داشته‌است.
در افغانستان به او نام مستعار جاز (به انگلیسی: Jaws) به خاطر خلبانی بالگردی به این نام داده شد. او در افغانستان در عملیات‌های پشتیبانی هوایی نزدیک از کمپ شورابک در ولایت هلمند با اسکادران ۳۶۷ حملهٔ سبُک بالگردی سپاه تفنگداران دریایی پرواز می‌کرد. او دورهٔ خلبانی در افغانستان را تنها باری خوانده که عزمش برای فضانورد شدن متزلزل شده و گفته مطمئن نیست اگر در آن زمان فرصتی برای ترک آنجا و فضانورد شدن پیدا می‌کرده، آن را می‌پذیرفته چرا که عاشق کارش در آن برههٔ زمانی بوده‌است.

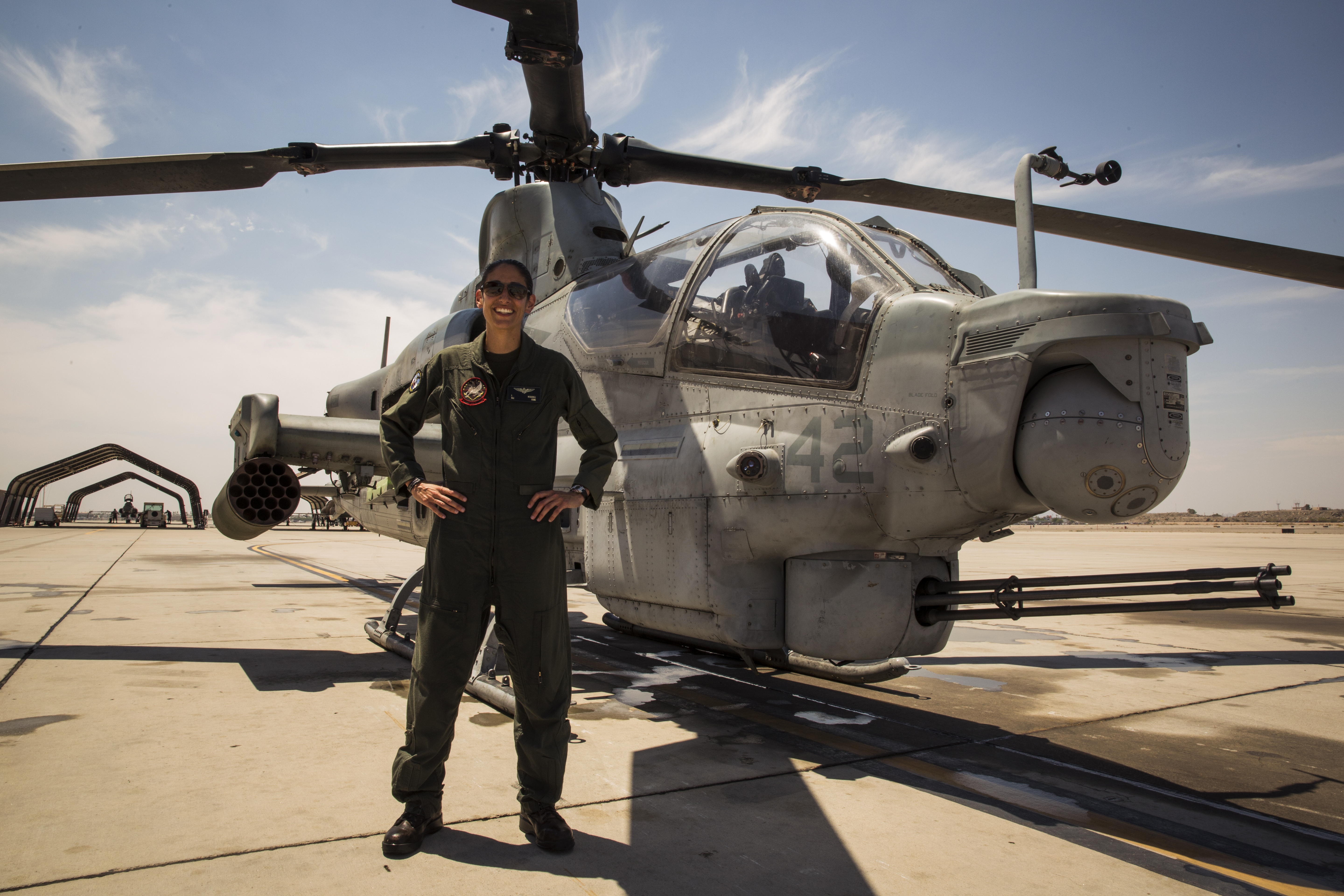
مقبلی در کنار بل ای‌اچ-۱ سوپرکبرا در سال ۲۰۱۷

## فعالیت در ناسا

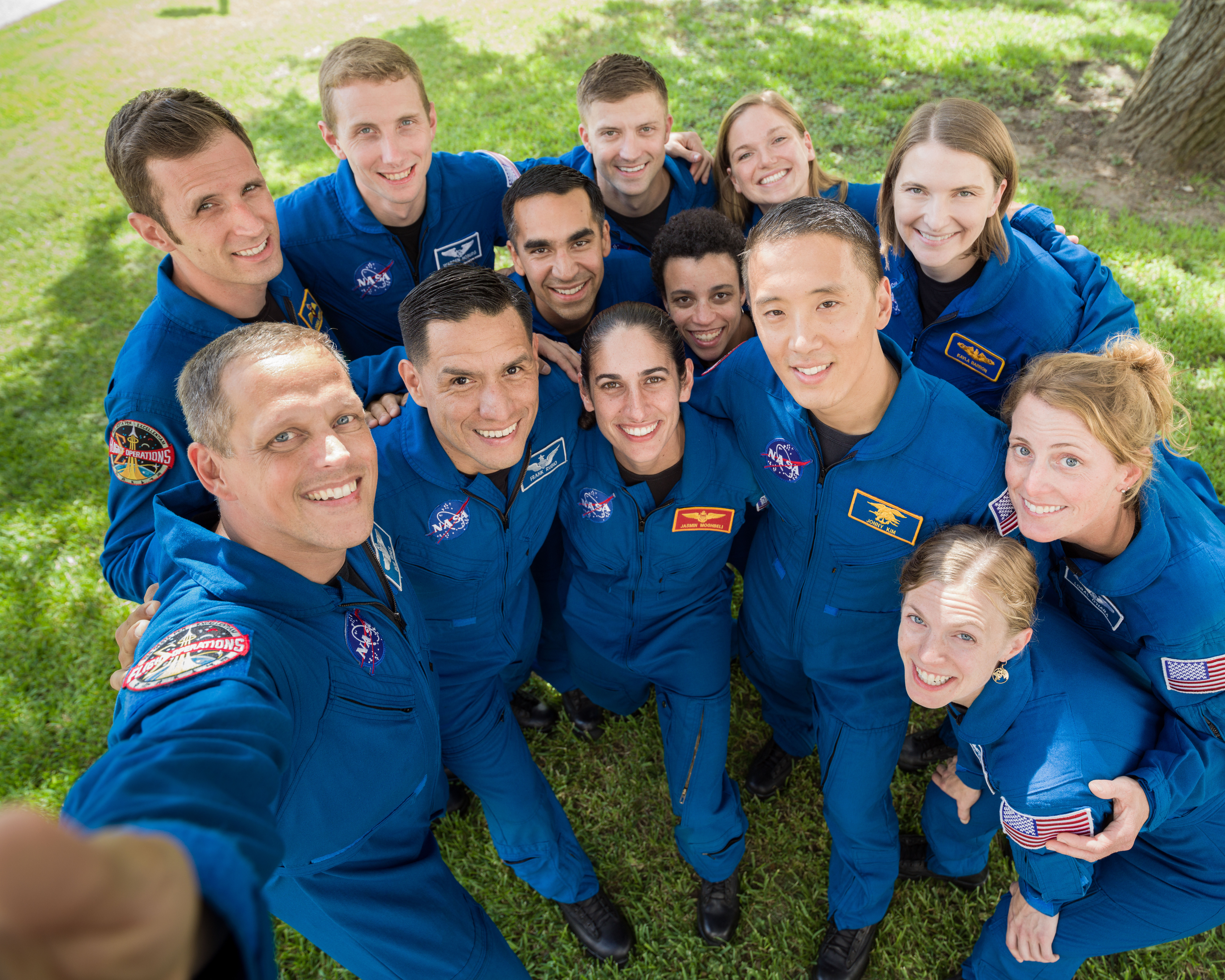
سلفی از گروه ۲۲ فضانوردان ناسا ۲۰۱۹ (فرد در وسط تصویر یا سومین شخص از چپ در ردیف پایین یاسمین مقبلی است.)

در ژوئن ۲۰۱۷ مقبلی یکی از دوازده نفری بود که به عنوان عضو گروه ۲۲ فضانوردان ناسا (NASA Astronaut Group 22) (ملقب به لاک‌پشت‌ها) انتخاب شد و دورهٔ آموزشی ۲ سالهٔ خود را آغاز کرد. مقبلی به همراه چهار زن و هفت مرد دیگر از میان ۱۸ هزار فرد داوطلب برای شرکت در این دوره، برگزیده شد.
در دسامبر ۲۰۲۰ ناسا اعلام کرد که مقبلی یکی از فضانوردانی خواهد بود که نامزد حضور در برنامه فضایی آرتمیس ناسا هستند و در صورت قبولی، در آینده به ماه و احتمالاً مریخ فرستاده می‌شود. همچنین اگر او از بین ۹ زن نامزد سفر به ماه انتخاب شود، نخستین زنی خواهد بود که به ماه می‌رود.
همچنین ناسا با انتشار بیانیه‌ای اعلام کرد که مقبلی به‌طور رسمی به عنوان فرمانده هفتمین مأموریت اعزام سرنشین‌دار فضاپیمای اسپیس‌اکس به ایستگاه فضایی بین‌المللی انتخاب شده و آندریاس مورگنسن، فضانورد دانمارکی، خلبانی این عملیات را برعهده خواهد داشت. این مأموریت در سال ۲۰۲۳ از مرکز فضایی کندی در فلوریدا انجام شد. این اولین پرواز فضایی مقبلی بود.
یاسمین مقبلی در ۲۶ اوت ۲۰۲۳ همراه با سه فضانورد دیگر از سه کشور مختلف، در مأموریت ناسا به عنوان فرماندهٔ خدمه با راکت فالکون شرکت اسپیس‌اکس راهی ایستگاه فضایی بین‌المللی شد. او نخستین فضانورد ایرانی‌تبار است که به صورت حرفه‌ای به فضا رفته‌است. پیش از این انوشه انصاری، سرمایه‌دار ایرانی-آمریکایی، با هزینه شخصی و به عنوان گردشگر به فضا رفت.

### قرمه‌سبزی
یاسمین مقبلی در روز ۱۲ فوریهٔ ۲۰۲۴ با انتشار تصویری از خود و همکارانش در شبکهٔ اجتماعی اینستاگرام، از صرف قرمه‌سبزی در ایستگاه بین‌المللی در مدار زمین خبر داد. او در توضیح عکسی که در آن به همراه همکارانش مشغول صرف قورمه سبزی بودند نوشت: «از این که بخشی از فرهنگم و خوراک (ایران) را با همکارانم سهیم شدم، لذت بردم. به نظر می‌رسد آنها هم لذت بردند.» صرف قورمه سبزی در ایستگاه فضایی بین‌المللی، بازتاب ویژه‌ای را در رسانه‌های شناخته شدهٔ جهان به خود اختصاص داد.

## زندگی شخصی
یاسمین مقبلی ازدواج کرده و ۲ دختر دوقلو دارد که در وبستر تگزاس زندگی می‌کنند. والدین او در دلری بیج فلوریدا و کاوه، برادر بزرگترش نیز در پیتسبرگ، پنسیلوانیا سکونت دارند.
مقبلی گفته اعتراضات و تظاهرات‌های ۱۴۰۱ در ایران برای آزادی، برای او الهام بخش بوده‌است.

## جوایز و افتخارات
یاسمین مقبلی چهار نشان هوایی، یک نشان لوح تقدیر نیروی دریایی و تفنگداران دریایی و سه نشان دستاورد نیروی دریایی و تفنگداران دریایی دریافت کرده‌است. او همچنین جایزهٔ مدرسهٔ خلبانی آزمایشی نیروی دریایی ایالات متحدهٔ آمریکا کلاس ۱۴۴ مرحلهٔ دوم توسعهٔ برجسته و جایزهٔ دانشجوی برجستهٔ فرمانده ویلی مک‌کول را به عنوان فارغ‌التحصیل افتخاری کلاس ۱۴۴ دریافت کرده‌است.